# Stephanskirchen
Stephanskirchen là một đô thị trong huyện Rosenheim bang Bayern thuộc nước Đức.